# Consiglio del lord grand'ammiraglio
Il Consiglio del lord grand'ammiraglio (inglese: Lord High Admirals Council) era il nome con cui era conosciuto il consiglio i cui componenti avevano il compito di coadiuvare il Lord Grand'ammiraglio d'Inghilterra e poi del Regno Unito di Gran Bretagna e Irlanda nell'esercizio delle sue funzioni, nei periodi nei quali ad esercitare la funzione di Lord Grand'ammiraglio, che normalmente veniva esercitato dalla Commissione dell'ammiragliato (inglese: Board of Admiralty) era esercitato da una singola persona. Per tali periodi venne istituito un organo speciale denominato Lord High Admirals Council  i cui consiglieri erano nominati dal Lord Grand'ammiraglio su indicazione del governo. 
Il Consiglio del lord grand'ammiraglio è stato attivo dal 1702 al 1708 e dal 1827 al 1828. 

## Storia
Nel 1702, il Principe consorte Giorgio fu autorizzato a nominare un Lord Admirals Council: originariamente il Consiglio era costituito da tre consiglieri della Royal Navy e un consigliere civile che di solito era un membro del parlamento. Tra il 1703 e la primavera del 1704, il numero consentito di membri del consiglio fu portato a sei e dopo la primavera del 1704 fino al 1708, il limite massimo dei componenti del consiglio fu portato a sette. 
Nel maggio 1827, il duca di Clarence, futuro Re Guglielmo IV del Regno Unito, nominato Lord Grand'Ammiraglio dal primo ministro George Canning  fu autorizzato a nominare un consiglio che consisteva di non più di quattro consiglieri per mantenere la carica durante il suo mandato; nel luglio 1827, il diritto del Lord High Admiral di nominare i membri del consiglio passò al monarca. Il futuro sovrano, che sarebbe asceso al trono nel 1930 in seguito alla morte del fratello, si trovò spesso in conflitto col suo Consiglio, composto da ufficiali dell'Ammiragliato che ritenevano di avere maggiore esperienza in materia bellica e navale del principe. Le cose degenerarono nel 1828, quando Guglielmo decise di imbarcarsi con uno squadrone di navi e di partire per una destinazione che rimase sconosciuta, rimanendo al largo per dieci giorni in segno di protesta verso il consiglio. Il Re Giorgio IV, fratello maggiore di Guglielmo attraverso il primo ministro Arthur Wellesley, duca di Wellington, richiese le sue dimissioni ed al suo posto venne nominato il visconte Melville. Ad ogni modo Guglielmo era stato ottimo nel suo incarico: aveva abolito l'uso del gatto a nove code per quasi tutti i reati (con l'eccezione dell'ammutinamento) e tentato di migliorare gli armamenti e i cannoni in uso nelle navi britanniche, oltre ad aver disposto che ogni nave tenesse un preciso rapporto sul suo status.